# Dasylabris iberica iberica
Dasylabris iberica iberica é uma subespécie de insetos himenópteros, mais especificamente de vespas pertencente à família Mutillidae.
A autoridade científica da subespécie é Giner, tendo sido descrita no ano de 1942.
Trata-se de uma subespécie presente no território português.